# Hosszúhetény
Hosszúhetény – wieś i gmina w południowo-zachodniej części Węgier, w pobliżu miasta Komló.

## Położenie
Miejscowość leży na obszarze niewysokiego pasma górskiego Mecsek. Administracyjnie należy do powiatu Komló (jest jedną z 19 jego gmin), wchodzącego w skład komitatu Baranya.
Gmina Hosszúhetény składa się z samej wsi Hosszúhetény i pewnej liczby nienazwanych, wchodzących w jej skład przysiółków oraz pojedynczych domów. Gmina zajmuje powierzchnię 45,27 km², a zamieszkuje ją 3387 osób (styczeń 2011).